# Schoenoplectus acutus
Schoenoplectus acutus är en halvgräsart som först beskrevs av Henry Ernest Muhlenberg och Jacob Bigelow, och fick sitt nu gällande namn av Áskell Löve och Doris Benta Maria Löve. Schoenoplectus acutus ingår i släktet sävsläktet, och familjen halvgräs.

## Underarter
Arten delas in i följande underarter:
- S. a. acutus
- S. a. occidentalis

## Bildgalleri

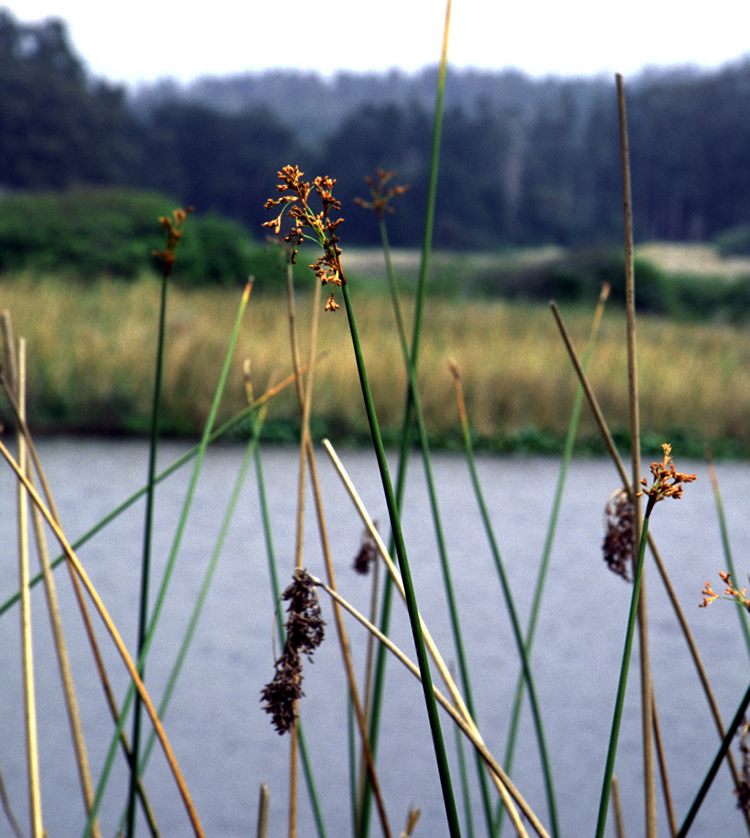
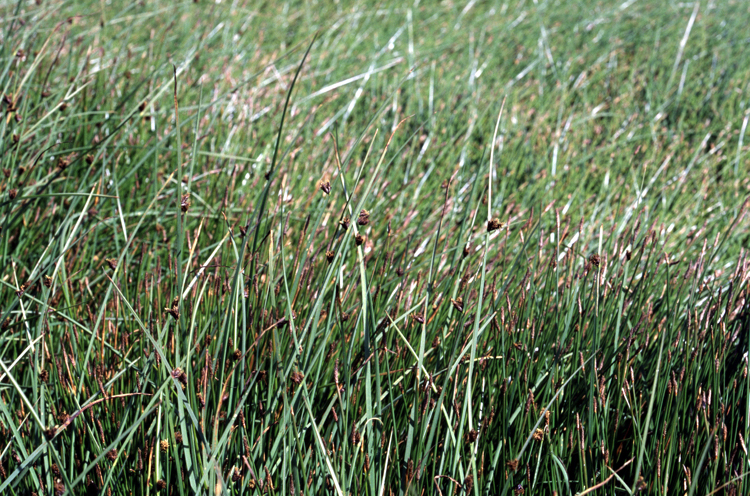
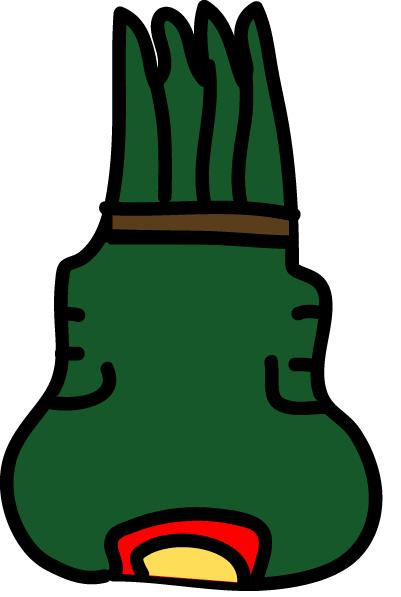
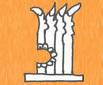